# Bebenhausen

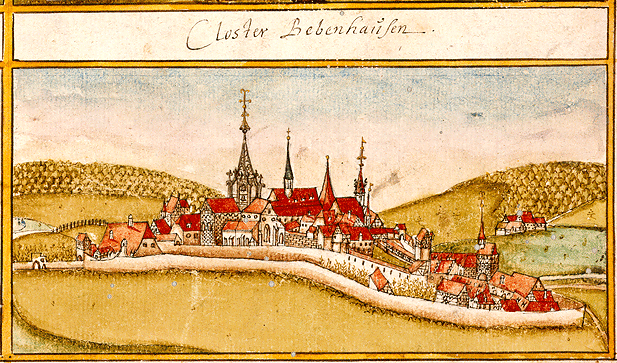
Bebenhausen in den Forstlagerbüchern von Andreas Kieser 1683

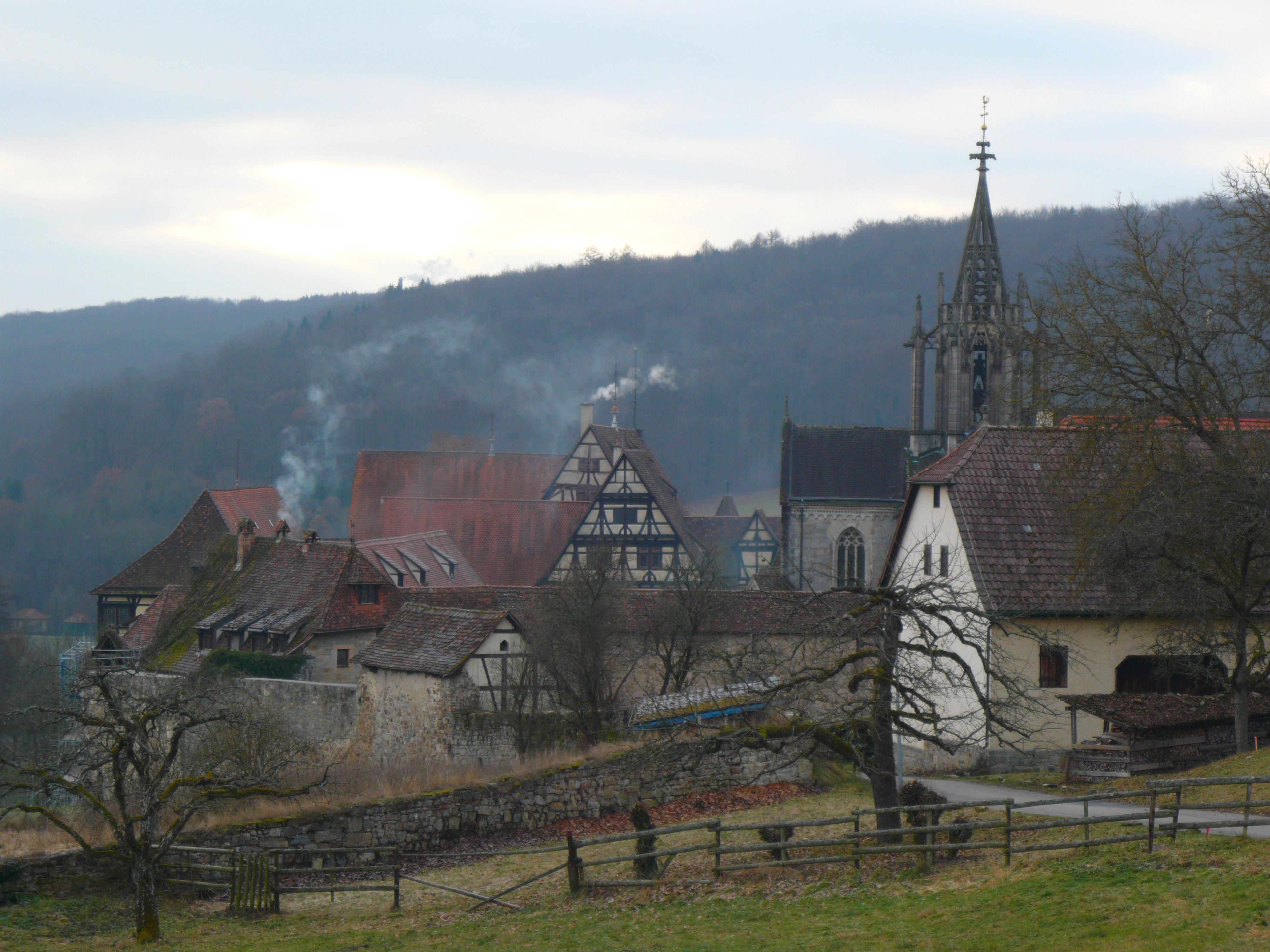
Bebenhausen von Norden

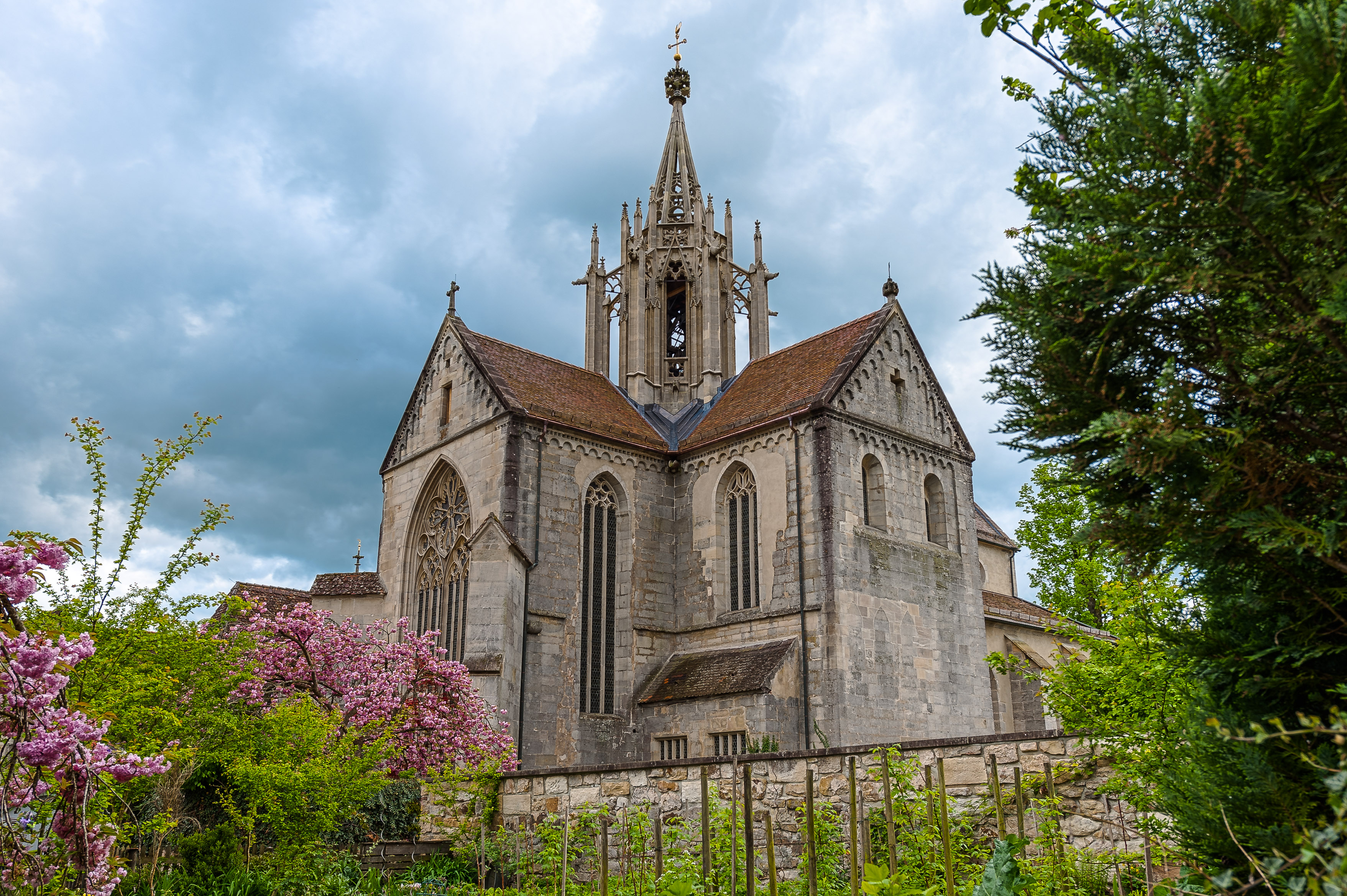
Klosterkirche Bebenhausen

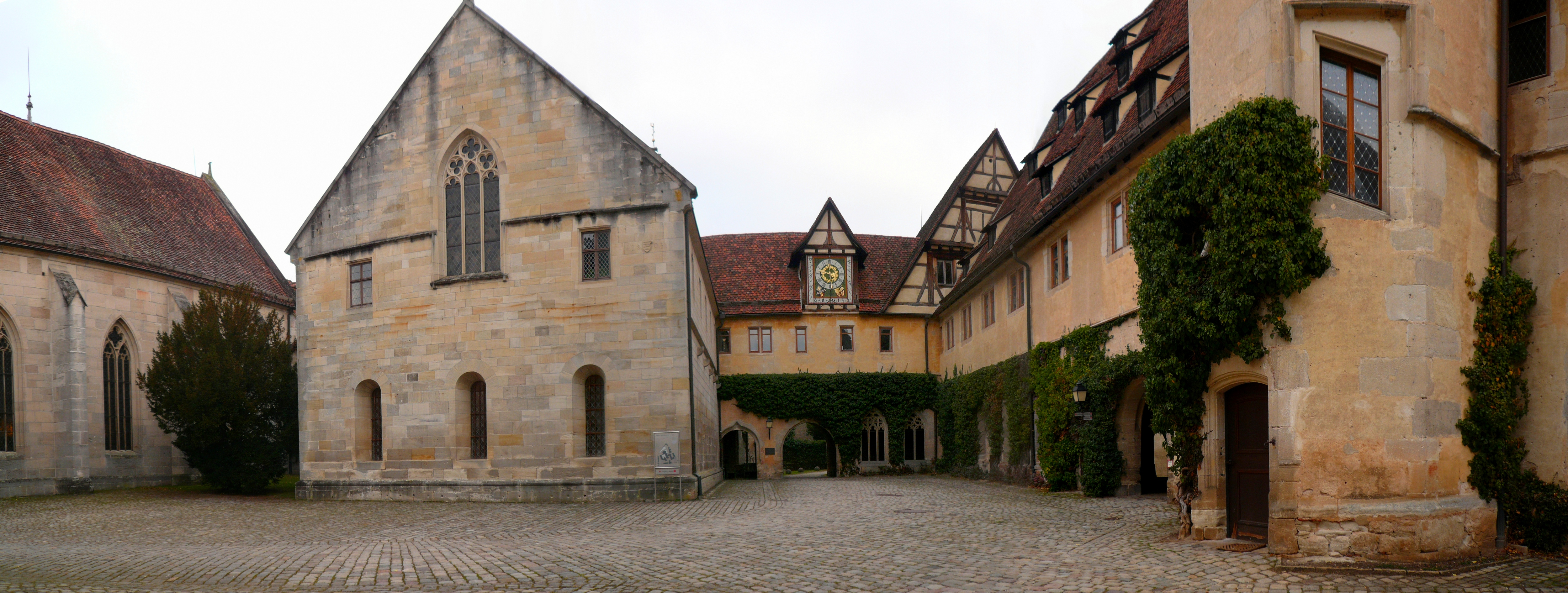
Im Kloster von Bebenhausen

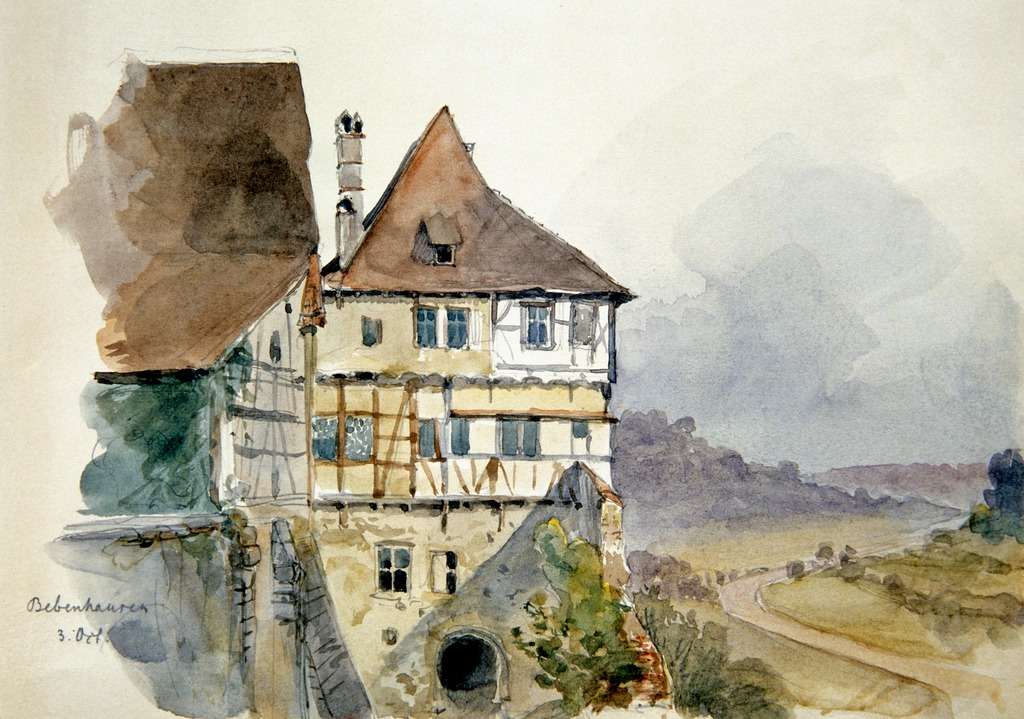
Kloster Bebenhausen am 3. Oktober 1854 – Aquarell von General Eduard von Kallee

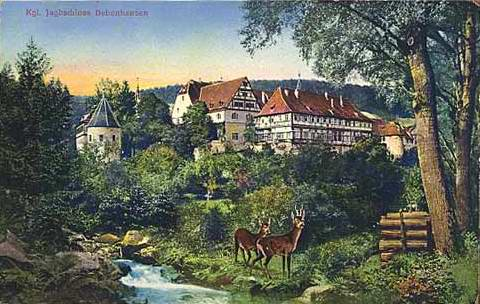
Jagdschloss Bebenhausen um 1900

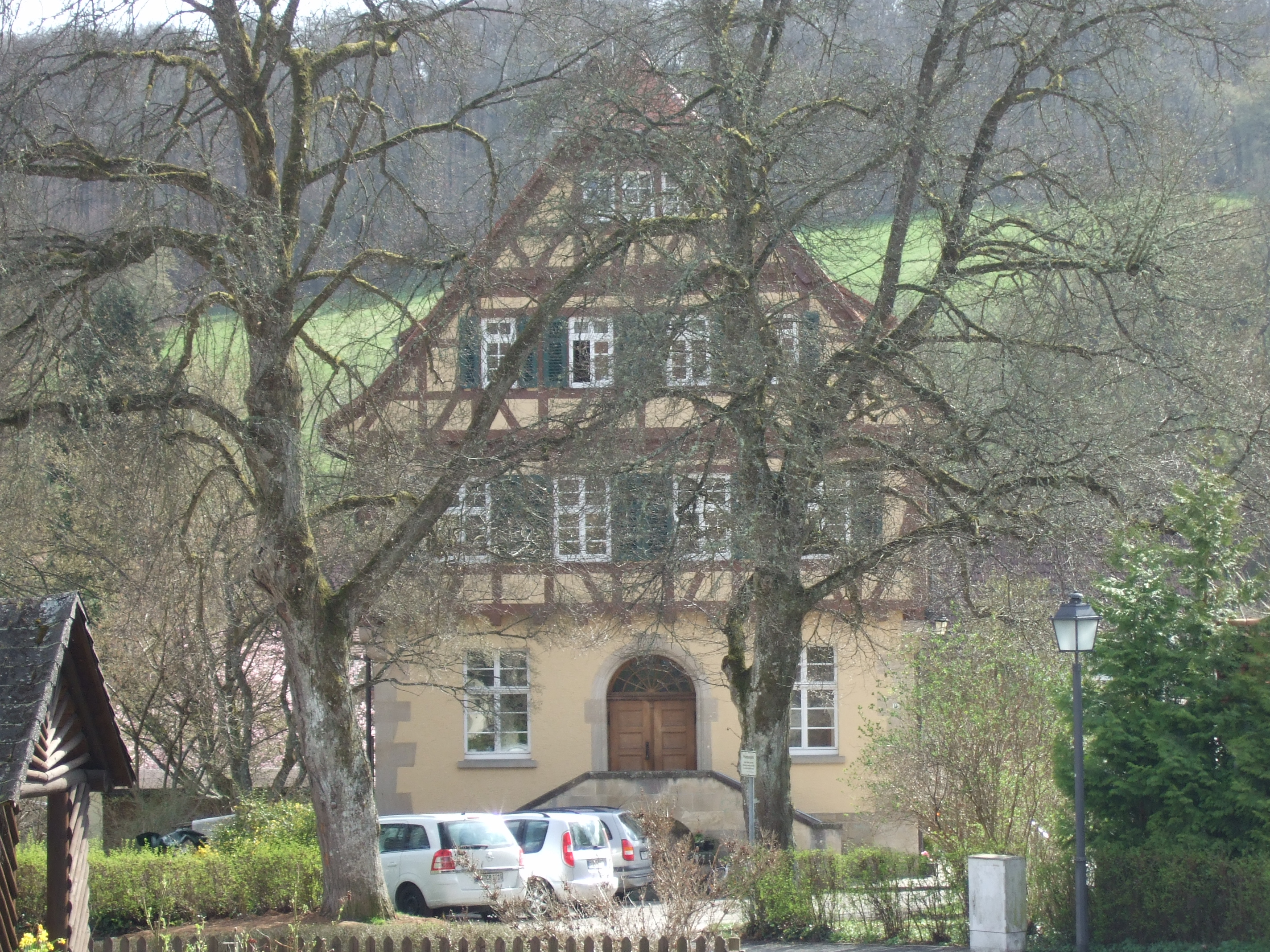
Schulhaus in Bebenhausen

Bebenhausen ist nach der Einwohnerzahl der kleinste, nach Fläche der größte Stadtteil der Universitätsstadt Tübingen. Das gesamte Ortsbild steht unter Ensembleschutz. Das dortige Zisterzienserkloster prägt den Ort und ist eine der schönsten und besterhaltenen mittelalterlichen Klosteranlagen Deutschlands. Im 19. Jahrhundert und nach dem Zweiten Weltkrieg erhielten der Ort und das ehemalige Kloster für Württemberg-Hohenzollern landespolitische Bedeutung.

## Diverses
Bebenhausen liegt drei Kilometer nördlich des Stadtzentrums von Tübingen an der Landesstraße L1208 am Rande eines weiten Talkessels am Zusammenfluss von Goldersbach und Seebach. Bebenhausen ist der einzige Ort innerhalb des Naturparks Schönbuch. Südlich von Bebenhausen wurde 1977 von der Eberhard Karls Universität Tübingen ein geologischer Lehrpfad am Kirnberg eröffnet, bei dem die Keuperschichten auf mehreren Schautafeln erläutert werden und einen guten geologischen Überblick der umliegenden Landschaft liefern.
Durch Bebenhausen führt der Schwarzwald-Schwäbische-Alb-Allgäu-Weg, auch als Hauptwanderweg 5 bezeichnet, ein Fernwanderweg des Schwäbischen Albvereins zwischen Pforzheim und dem Westallgäu.
Der Ort ist seit 1. November 1974 mit seinen rund 350 Einwohnern ein Stadtteil von Tübingen.
Das Kloster ist mit den ÖPNV durch die Buslinien 754 Tübingen Hauptbahnhof – Bebenhausen, Waldhorn – Dettenhausen – Weil im Schönbuch – Holzgerlingen – Böblingen, der Linie 826 Tübingen Hauptbahnhof – Bebenhausen, Waldhorn – Dettenhausen – Waldenbuch – Steinenbronn – Leinfelden und 828 Tübingen Hauptbahnhof – Bebenhausen, Waldhorn – Dettenhausen – Waldenbuch – Steinenbronn – Echterdingen – Flughafen Stuttgart zu erreichen. Die Busse verkehren im Stundentakt.

## Geschichte des Klosters
Das Kloster Bebenhausen wurde um 1183 von Pfalzgraf Rudolf von Tübingen am Ort vermutlich einer älteren Burg als Familiengrablege gegründet und mit Prämonstratenser-Chorherren besiedelt. Die Prämonstratenser verließen jedoch den Ort bald wieder.
Um 1189/90 wurden Zisterzienser aus dem Kloster Schönau herangezogen, um die Klostergründung fortzuführen. Sie richteten sich in den von den Prämonstratensern begonnenen Gebäuden ein und bauten das Kloster zügig aus. Die strengen Regeln des Ordens wurden allerdings übertreten, da der Ort nicht in der nötigen Abgeschiedenheit lag und Pfalzgraf Rudolf weiterhin in seiner Gründung bestattet werden wollte. Hier hatten aber die Mönche aus Schönau, das Grablege der Heidelberger Pfalzgrafen war, schon einschlägige Erfahrungen.
Am Ende des 13. Jahrhunderts umfasste der Konvent bereits über 60 Mönche, dazu 130 Konversen. Seine Wirtschaftskraft stieg durch zahlreiche Zuwendungen, so dass es 1301 Stadt und Burg Tübingen kaufen und für kurze Zeit innehaben konnte. Im Lauf des 14. Jahrhunderts kam die Vogtei über das Kloster an das Reich, mit dem Verkauf der Herrschaft Tübingen durch den Tübinger Pfalzgrafen 1342 gingen jedoch landesherrliche Rechte über das Kloster von Tübingen an Württemberg über, das diese Rechte Zug um Zug erweiterte und die alte Reichsfreiheit schließlich beseitigte. Seit 1498 hatte der Abt einen Sitz im württembergischen Landtag.
Nach der Einführung der Reformation 1535 durch Herzog Ulrich von Württemberg wurde der Konvent vertrieben, konnte jedoch nach dem Augsburger Religionsfrieden nochmals für kurze Zeit zurückkehren. 1556 richtete Herzog Christoph von Württemberg im Kloster eine evangelische Klosterschule unter Leitung eines evangelischen Abts ein. Der katholische Konvent verließ 1560 endgültig das Kloster. Das Kloster blieb aber als selbständiger Wirtschaftsbereich bis 1807 bestehen, als Schule und Klosterverwaltung aufgelöst wurden. Die Wirtschaftsgebäude nahmen das Oberforstamt Tübingen auf, die Konventsgebäude dienten als königliches Jagdschloss. Hier wohnten nach seiner Abdankung als König Herzog Wilhelm von Württemberg und seine Frau.
Von 1946 bis zur Gründung des Landes Baden-Württemberg 1952 tagte im Kloster Bebenhausen der Landtag des Bundeslandes Württemberg-Hohenzollern.
Laut Baedeker zählt die Klostersiedlung Bebenhausen „zu den schönsten und besterhaltenen Anlagen ihrer Art in Deutschland“.

## Geschichte des Schlosses
König Friedrich löste 1806 die Klosterschule auf und nutzte Bebenhausen für fürstliche Hofjagden. Dazu ließ er sich das ehemalige Abtshaus des Klosters zum Jagdschloss umbauen. Unter seinem Nachfolger Wilhelm I. geriet Bebenhausen in Verfall, erst der dritte Württembergische König, Karl nutzte Bebenhausen wieder als Jagdschloss, indem er das ehemalige Gästehaus des Klosters neu einrichten ließ. Sein Nachfolger, Wilhelm II. ließ weitere Umbauten folgen und weilte häufig zur Jagdsaison in Bebenhausen.
König Wilhelm II. von Württemberg verfasste 1918 in Bebenhausen den Thronverzicht und lebte dort bis zu seinem Tode 1921. Auch seine Gemahlin Charlotte blieb in Bebenhausen bis zu ihrem Tode 1946.
Nach Sanierung und Restaurierung durch das Staatliche Hochbauamt Reutlingen wurden 1986 die wieder eingerichteten ehemaligen königlichen Repräsentations- und Wohnräume als Museum wiedereröffnet.

## Persönlichkeiten
- Eberhard Bidembach der Jüngere (1561–1591), lutherischer Theologe
- Johann Valentin Andreae (1586–1654), Theologe und von 1650 bis 1654 Abt der evangelischen Klosterschule
- David Bernhard von Sartorius (1744–1825), württembergischer Generalsuperintendent und Landtagsabgeordneter
- Karl Philipp Conz (1762–1827), Dichter und Schriftsteller, Schüler der evangelischen Klosterschule in Bebenhausen
- Karl Friedrich Kielmeyer (1765–1844), Naturforscher
- Friedrich Wilhelm Joseph Ritter von Schelling (1775–1854), Philosoph, Schüler der evangelischen Klosterschule in Bebenhausen
- Karl Eberhard Schelling (1783–1854), Arzt und Obermedizinalrat in Stuttgart, Bruder von Friedrich Wilhelm Joseph Schilling
- Luise Walther (1833–1917), Porträtmalerin und Scherenschnittkünstlerin
- Detlev von Plato (1846–1917), königlich-württembergischer Kammerherr, Hofmarschall und Oberjägermeister, verbrachte die Sommermonate häufig mit seiner Familie in der Klostermühle
- König Wilhelm II. (1848–1921), nutzte das Jagdschloss im Ort und wohnte nach seiner Abdankung 1918 bis zu seinem Tod 1921 hier.
- Eugen Wilhelm Pfizenmayer (1869–1941), württembergisch-russischer Paläontologe und Zoologe
- Hedwig Pfizenmayer (1890–1967), Malerin, lebte mehrere Jahre dort
- Friedrich Sieburg (1893–1964), Romancier, lebte von Kriegsende bis 1946 dort
- August Heißmeyer (1897–1979), der ehemalige SS-Obergruppenführer und General der Waffen-SS, tauchte nach dem Ende des Zweiten Weltkriegs in Bebenhausen unter, wo er bis zu seinem Tode lebte.[4]
- Wolfgang Metzger (1899–1979), Gestaltpsychologe, verbrachte hier seinen Lebensabend
- Friedrich Seethaler (1901–1994), Verwaltungsbeamter und Kommunalpolitiker, Bürgermeister von Bebenhausen
- Gertrud Scholtz-Klink (1902–1999), „Reichsfrauenführerin“ im nationalsozialistischen Deutschen Reich, Ehefrau Heißmeyers
- Kurt Georg Kiesinger (1904–1988), Politiker, verbrachte seine Ferien und Wochenenden in Bebenhausen
- Ernst Klink (1923–1994), Historiker
- Christiane Nüsslein-Volhard (* 1942), Nobelpreisträgerin, lebt dort
- Barbara Scholkmann (* 1941), Mittelalterarchäologin